# Nesopetinus omissus
Nesopetinus omissus är en skalbaggsart som beskrevs av Sharp 1908. Nesopetinus omissus ingår i släktet Nesopetinus och familjen glansbaggar. Inga underarter finns listade i Catalogue of Life.